# Juan Gómez Rendón (parroquia)
Juan Gómez Rendón o también conocida como Progreso es una parroquia rural del Cantón Guayaquil en la Provincia del Guayas, Ecuador. Esta división se encuentra al oeste de la ciudad de Guayaquil. Su carretera principal se divide en dos ramales: el principal es el que lleva a Salinas y el de la izquierda a Playas.
Se cree que en ese sector habitaron los Huancavilcas. Esta región en la época de la colonia era una próspera zona agrícola y ganadera, pero en la actualidad, la falta de lluvias la han convertido en una región árida, en donde tan solo crecen la pitahaya y el algarrobo.